# Высочина (футбольный клуб)
«Высочина Йиглава» — футбольный клуб из города Йиглава, Чехия. Основан в 1948 году. Выступает в Футбольной национальной лиге, втором по значимости футбольном дивизионе в Чехии.

## История
Клуб был основан в 1948 году как заводская команда PAL Jihlava. Изначально не имел собственного стадиона, поэтому приходилось играть на арендованных. В 1951 году клуб был переименован в TSO Spartak Motorpal Jihlava, для которого строился стадион в Staré Hory, пригороде Йиглавы. Но при строительстве техника наткнулась на трубопровод, поэтому оно было прекращено. Через год причина была устранена и строительство продолжилось, новый стадион был открыт 6 июня 1955 года. Впоследствии вместе с SK Jihlava клубы объединились в один — TJ Spartak Jihlava.
С 1950 года клуб играл в региональном чемпионате. В 1989 году добился повышения в классе и участвовал в одном из дивизионов 4-й по значимости лиги Чехии. Через два года добился выхода в МСФЛ (третий по значимости). В 1993 году сменил название на FK Spartak Jihlava. В 1995 году объединился с SFK Jihlava в FK PSJ Motorpal Jihlava, а в 1997 году сменил название на FC PSJ Jihlava.
В 2000 году клуб вышел во вторую лигу Чехии и был переименован в своё нынешнее название. В сезоне 2003/04 команда неожиданно дошла до полуфинала Кубка Чехии, а в следующем сезоне добилась выхода в Гамбринус Лигу (высшая лига Чехии), что стало историческим событием для всего края Высочина. Правда, уже в следующем году команда вылетела из высшей лиги.

## Прежние названия
- 1948 — СК ПАЛ Йиглава (чеш. Sportovní kroužek PAL Jihlava)
- 1956 — ТЕ Спартак Йиглава (чеш. TJ Spartak Jihlava)
- 1994 — ФК Спартак ПСИ Йиглава (чеш. FC Spartak PSJ Jihlava)
- 1996 — ФК Спартак ПСИ Моторпал Йиглава (чеш. FC Spartak PSJ Motorpal Jihlava)
- 1997 — ФК ПСИ Йиглава (чеш. FC PSJ Jihlava)
- 2000 — ФК Высочина Йиглава (чеш. FC Vysočina Jihlava)

### Выступление в чемпионате и Кубке Чехии
| Сезон   | Лига/дивизион                      | Уров. | Место | Кубок        |
| ------- | ---------------------------------- | ----- | ----- | ------------ |
| 1993/94 | Моравско-силезская футбольная лига | 3     | 7     | Второй раунд |
| 1994/95 | Моравско-силезская футбольная лига | 3     | 7     | Первый раунд |
| 1995/96 | Моравско-силезская футбольная лига | 3     | 13    | 1/4 финала   |
| 1996/97 | Моравско-силезская футбольная лига | 3     | 12    | Первый раунд |
| 1997/98 | Моравско-силезская футбольная лига | 3     | 12    | Третий раунд |
| 1998/99 | Моравско-силезская футбольная лига | 3     | 3     | Второй раунд |
| 1999/00 | Моравско-силезская футбольная лига | 3     | 2     | Первый раунд |
| 2000/01 | Вторая лига                        | 2     | 6     | Третий раунд |
| 2001/02 | Вторая лига                        | 2     | 7     | Третий раунд |
| 2002/03 | Вторая лига                        | 2     | 7     | Третий раунд |
| 2003/04 | Вторая лига                        | 2     | 6     | 1/2 финала   |
| 2004/05 | Вторая лига                        | 2     | 2     | Третий раунд |
| 2005/06 | Gambrinus лига                     | 1     | 15    | Третий раунд |
| 2006/07 | Вторая лига                        | 2     | 5     | Второй раунд |
| 2007/08 | Вторая лига                        | 2     | 7     | Третий раунд |
| 2008/09 | Вторая лига                        | 2     | 3     | Третий раунд |
| 2009/10 | Вторая лига                        | 2     | 4     | Второй раунд |
| 2010/11 | Вторая лига                        | 2     | 3     | Первый раунд |
| 2011/12 | Вторая лига                        | 2     | 2     | Третий раунд |
| 2012/13 | Gambrinus лига                     | 1     | 10    | 1/8 финала   |
| 2013/14 | Gambrinus лига                     | 1     | 8     | 1/4 финала   |
| 2014/15 | Synot лига                         | 1     | 10    | Второй раунд |
| 2015/16 | Synot лига                         | 1     | 11    | 1/8 финала   |
| 2016/17 | ePojisteni.cz лига                 | 1     | 14    | 1/8 финала   |
| 2017/18 | HET лига                           | 1     | 15    | 1/8 финала   |
| 2018/19 | Футбольная национальная лига       | 2     | 2     | Третий раунд |
| 2019/20 | Футбольная национальная лига       | 2     | 6     | Третий раунд |
| 2020/21 | Fortuna национальная лига          | 2     | 7     | Третий раунд |
| 2021/22 | Fortuna национальная лига          | 2     | 7     | 1/8 финала   |
| 2022/23 | Fortuna национальная лига          | 2     | 14    | Третий раунд |
| 2023/24 | Fortuna национальная лига          | 2     | 14    | Третий раунд |
| 2024/25 | Chance национальная лига           | 2     | 10    | Первый раунд |